# L'Horta Sud (històrica)
L'Horta Sud, és una comarca històrica valenciana del centre del País Valencià amb una població de 454.858 habitants. Junt a l'Horta Nord formaven la comarca de l'Horta. La tradicional capital de l'Horta Sud ha estat Torrent, seu del Museu Comarcal de l'Horta Sud i de la Mancomunitat Intermunicipal de l'Horta Sud.
Limita al nord amb l'Horta Nord, a l'est amb València, a l'oest amb el Camp de Túria, la Foia de Bunyol i la Ribera Alta i al sud amb la Ribera Baixa.

## Geografia

### Relleu
El relleu en tot el territori de la comarca de l'Horta Sud forma part de les planes i depressions de les zones costaneres de la depressió del golf de València. Els punts més alts de la comarca són la Serra Perenxisa, amb 329 m. formant part de les darrers contraforts de la Serralada Ibèrica, i El Vedat de Torrent amb 144 m.

### Hidrologia
L'únic riu que passa per la comarca és el riu Túria, que delimita la comarca de l'Horta Sud de l'Horta Nord i del que s'aprofita el seu cabal gràcies a una xarxa de séquies. Després de la riuada de València de 1957, es va desviar el llit del riu Túria al seu pas per València, amb el Pla Sud. Desviament que va suposar grans modificacions en l'horta al sud de València i en el traçat original de les séquies d'aquesta zona.
Els barrancs més importants de l'Horta Sud són el Barranc de Torrent, també anomenat Barranc de Xiva, Poio, Catarroja, etc.) i el Barranc de Picassent. També passa per la comarca el canal Xúquer-Túria que travessa els termes de Picassent, Torrent, Alaquàs, Aldaia, Quart de Poblet i Manises.

### Les séquies de l'Horta Sud
Les séquies que reguen l'Horta de València s'originen en temps dels romans, i durant les èpoques musulmana i posteriors, van millorar i ampliar. Les séquies més importants capten l'aigua del Túria a través d'assuts i es transportada mitjançant séquies fins a les zones de regadiu, totes elles per davall de la corba de nivell dels 40 metres. Les séquies mare que reguen l'Horta Sud són la séquia de Quart (que rega els municipis de Manises, Quart, Aldaia, Alaquàs, Torrent, Xirivella, Picanya, Paiporta i Benetússer), Mislata (que rega Mislata, Xirivella i València), Favara (que rega València, Paiporta, Sedaví, Benetússer i Alfafar) i la séquia de Rovella que sols rega les terres de València. A mitjan segle xix es va construir la séquia de l'Or que aprofita els sobrants de la ciutat de València i abasteix a València i Alfafar.
La séquia Reial del Xúquer, des de 1801 que la perllongaren, rega unes 3.400 hectàrees a Albal, Beniparrell, Silla, Alcàsser i Picassent.

### Població
En 2018 tenia 456.755 habitants, que distribuïts en els 310 km², suposa una densitat de població elevada de 1467 habitants per quilòmetre quadrat. Amb la següent distribució per municipis:
| |          |          |          |
| \| Municipi \| Població \| Extensió \| Densitat \| \| -------------------- \| -------- \| -------- \| -------- \| \| Alaquàs \| 29.341 \| 3,9 \| 7.523,3 \| \| Albal \| 16.175 \| 7,37 \| 2.194,7 \| \| Alcàsser \| 9.908 \| 9,01 \| 1.099,7 \| \| Aldaia \| 31.492 \| 16,1 \| 1.956,0 \| \| Alfafar \| 20.763 \| 10,1 \| 2.055,7 \| \| Benetússer \| 14.668 \| 0,76 \| 19.300,0 \| \| Beniparrell \| 1.931 \| 4 \| 482,8 \| \| Catarroja \| 27.827 \| 13 \| 2.140,5 \| \| Llocnou de la Corona \| 118 \| 0,04 \| 2.950,0 \| \| Manises \| 30.693 \| 19,6 \| 1.566,0 \| \| Massanassa \| 9.538 \| 5,6 \| 1.703,2 \| \| Mislata \| 43.278 \| 2,1 \| 20.608,6 \| \| Paiporta \| 25.304 \| 3,9 \| 6.488,2 \| \| Picanya \| 11.409 \| 7,1 \| 1.606,9 \| \| Picassent \| 20.709 \| 85,78 \| 241.4,0 \| \| Sedaví \| 10.245 \| 2 \| 5.122,5 \| \| Silla \| 18.467 \| 25 \| 738,7 \| \| Torrent \| 81.245 \| 69,26 \| 1.173,0 \| \| Quart de Poblet \| 24.536 \| 19,6 \| 1.251,8 \| \| Xirivella \| 29.108 \| 5,2 \| 5.597,7 \| \| Total \| 456.755 \| 310 \| 1.473,4 \| |          |          |          |
| Municipi | Població | Extensió | Densitat |
| Alaquàs | 29.341   | 3,9      | 7.523,3  |
| Albal | 16.175   | 7,37     | 2.194,7  |
| Alcàsser | 9.908    | 9,01     | 1.099,7  |
| Aldaia | 31.492   | 16,1     | 1.956,0  |
| Alfafar | 20.763   | 10,1     | 2.055,7  |
| Benetússer | 14.668   | 0,76     | 19.300,0 |
| Beniparrell | 1.931    | 4        | 482,8    |
| Catarroja | 27.827   | 13       | 2.140,5  |
| Llocnou de la Corona | 118      | 0,04     | 2.950,0  |
| Manises | 30.693   | 19,6     | 1.566,0  |
| Massanassa | 9.538    | 5,6      | 1.703,2  |
| Mislata | 43.278   | 2,1      | 20.608,6 |
| Paiporta | 25.304   | 3,9      | 6.488,2  |
| Picanya | 11.409   | 7,1      | 1.606,9  |
| Picassent | 20.709   | 85,78    | 241.4,0  |
| Sedaví | 10.245   | 2        | 5.122,5  |
| Silla | 18.467   | 25       | 738,7    |
| Torrent | 81.245   | 69,26    | 1.173,0  |
| Quart de Poblet | 24.536   | 19,6     | 1.251,8  |
| Xirivella | 29.108   | 5,2      | 5.597,7  |
| Total | 456.755  | 310      | 1.473,4  |

## Cultura

### Museus[1]
A l'Horta Sud existeixen diversos museus i col·leccions museogràfiques:
- Museu Comarcal de l'Horta Sud.[9]
- Museu de Ceràmica de Manises.
- Museu de la Rajoleria de Paiporta.
- Museu del Palmito d'Aldaia.[10][11]
- Museu d'Història i Arqueologia de Silla (MARS).[12]
- Museu del Castell d'Alaquàs.[13]
- Museu d'Història de Benetússer.[14]
- Museu d'Antonia Mir de Catarroja[15]
- Tres col·leccions museogràfiques a Torrent: la de la Parròquia de l'Assumpció de la Nostra Senyora, la Permanent de l'Hort de Trénor i la de la Setmana Santa de Torrent.[9]

## Ocupació
La població ocupada a la comarca l'any 2011 era de 400.035 persones.

## Política i govern
A l'Horts Sud existeix la Mancomunitat Intermunicipal de l'Horta Sud, com a entitat local supramunicipal de caràcter representatiu, que li pertoca l'organització i prestació d'obres, serveis i activitats de forma mancomunada, a més de la gestió, impuls i execució de les encomanades pels Municipis integrants, per a la consecució dels seus comuns interessos, com ara: Serveis Generals i comuns per a tots els membres, serveis assistencials, serveis de Dotació, serveis culturals, serveis de Patrimoni i Entorn, serveis sanitaris, serveis Tècnics i centres de desintoxicació per drogodependents.

## Impacte ambiental
- Urbanisme.

Al voltant de l'any 2005, la febra constructora i el model que fomentava la depredació del territori, junt a una llei urbanística autonòmica que afavoria la urbanització a través de Programes d'Actuació Integrada (PAI) promoguts per empreses privades, feien amb PAI que auguraven un gran impacte ambiental a la comarca com foren Nou Mil·lenni a Catarroja i Gran Manises, que d'haver-se portat a terme hagueren estruït 3.600 fanecades d'horta a banda d'important patrimoni arquitectònic.
- L'AVE

El tren d'alta velocitat AVE Madrid-València en superfície ha provocat un impacte ambiental important generant contaminació acústica, ocupació de terres fèrtils, efecte barrera i l'agreujament del risc d'inundacions. El tram que ve d'Albacete ha afectat a Alcàsser, Torrent, Picassent, Beniparrell, Silla, Albal, Catarroja i Picanya. El tram que ve de Conca afectat ha Quart de Poblet, Torrent, Alaquàs i Aldaia.
- Línies aèries d'alta tensió

A l'Horta Sud les línies d'alta tensió provoquen impacte per l'energia electromagnètica generada al seu voltant, a la comarca la xarxa té una longitud 215 km anb les corresponents torres, la pertinent ocupació de sòl i l'espai de servitud del cablejat.
- Segon by-pass

La creació d'un segon by-pass a València afectarà directament al Clot de les Tortugues, un paratge natural d'alt valor al terme de Picassent.infraestructura.